# NGC 257
NGC 257 (również PGC 2818 lub UGC 493) – galaktyka spiralna (Sc), znajdująca się w gwiazdozbiorze Ryb. Odkrył ją William Herschel 29 grudnia 1790 roku.